# Paul Deppisch
Paul David Deppisch (* 6. November 1970 in Attleboro (Massachusetts)) ist ein ehemaliger US-amerikanisch/deutscher Basketballspieler. Der zwei Meter lange Flügelspieler stand in der Basketball-Bundesliga für Braunschweig, Herten und Leverkusen auf dem Feld.

## Laufbahn
Deppisch wuchs als Sohn eines deutschen Vaters im US-Bundesstaat Massachusetts auf. Er spielte an der North Attleborough High School, gefolgt von Aufenthalten am Massasoit Community College (wo er sich mit 1074 erzielten Punkten an die Spitze der ewigen Bestenliste der Hochschule setzte) sowie am Stonehill College.
1993 wechselte er zur SG Braunschweig in die Basketball-Bundesliga. Nach einem Jahr in Niedersachsen ging er zum Zweitligisten TuS Herten, mit dem er in der Saison 1995/96 in der Bundesliga spielte.
Von 1996 bis 1998 stand Deppisch, der sich als starker Distanzwerfer hervortat, beim englischen Verein London Towers unter Vertrag. Zum Abschluss seiner Laufbahn als Berufsbasketballspieler stand er während der Saison 1998/99 für Bayer Leverkusen in der Bundesliga auf dem Feld.
Sein Zwillingsbruder Peter Deppisch war ebenfalls Basketballprofi und spielte 1994/95 gemeinsam mit Paul in Herten.